# August van Palts-Sulzbach
August (Neuburg an der Donau, 2 oktober 1582 - Weinheim, 14 augustus 1632), was van 1615 tot zijn dood vorst van Palts-Sulzbach. Hij was de derde zoon van Filips Lodewijk van Palts-Neuburg en Anna van Kleef. August was de stamvader van het Huis Palts-Sulzbach, een zijtak van de Paltische linie van het huis Wittelsbach. 

## Biografie
In 1609 begon August een opleiding aan de Universiteit van Tübingen. Daarna reisde hij tijdens zijn Grand tour door Italië, Engeland, Frankrijk en Zweden en bezocht hij de hoven van verschillende Duitse vorsten. Na de dood van zijn vader in 1614 kreeg August een deel van Palts-Neuburg als appanage toebedeeld. Naar de hoofdstad werd Augusts vorstendom Palts-Sulzbach genoemd. Zijn oudere broer Wolfgang Willem behield de territoriale soevereiniteit over het nieuwe vorstendom.
Wolfgang Willem had zich in 1613 tot het katholicisme bekeerd, terwijl August luthers was gebleven. Wolfgang Willem stelde dat het recht om het geloof van zijn onderdanen te bepalen (Cuius regio, eius religio), vanwege zijn territoriale soevereiniteit over Palts-Sulzbach bij hem lag. Na een jarenlange strijd liet Wolfgang Willem in 1627, tijdens de Dertigjarige Oorlog, Sulzbach bezetten en voerde hij de Contrareformatie door. Alleen in de hofkerk bleef de lutherse dienst toegestaan.
Toen Gustaaf II Adolf van Zweden in 1630 Duitsland binnenviel reisde August naar Leipzig en sloot zich bij hem aan. Toen de Zweedse koning in 1632 München innam werd hij door onder anderen door August begeleid. August stierf in hetzelfde jaar, nadat hij met de keurvorst van Saksen onderhandeld had over diens bondgenootschap met Zweden.

## Huwelijk en kinderen
In 1620 huwde August met Hedwig van Sleeswijk-Holstein-Gottorp (1603-1657), een dochter van Johan Adolf van Sleeswijk-Holstein-Gottorp. Het paar kreeg zeven kinderen: 
- Anna Sophie (1621-1675), getrouwd met Joachim Ernst van Oettingen-Oettingen (1612-1659)
- Christiaan August (1622-1708)
- Adolf Frederik (1623-1624)
- Augusta Sophia (1624-1682), getrouwd met Wenzel Eusebius von Lobkowicz (1609-1677)
- Johan Lodewijk (1625-1649), generaal in Zweedse dienst
- Filips (1630-1703), generaal-veldmaarschalk in keizerlijke dienst
- Dorothea Susanne (1631-1632)